# Rue Florian
La rue Florian est une voie du 20e arrondissement de Paris, en France.

## Situation et accès
La rue Florian est une voie publique située dans le 20e arrondissement de Paris. Elle débute au 37, rue Vitruve et se termine au 104, rue de Bagnolet.

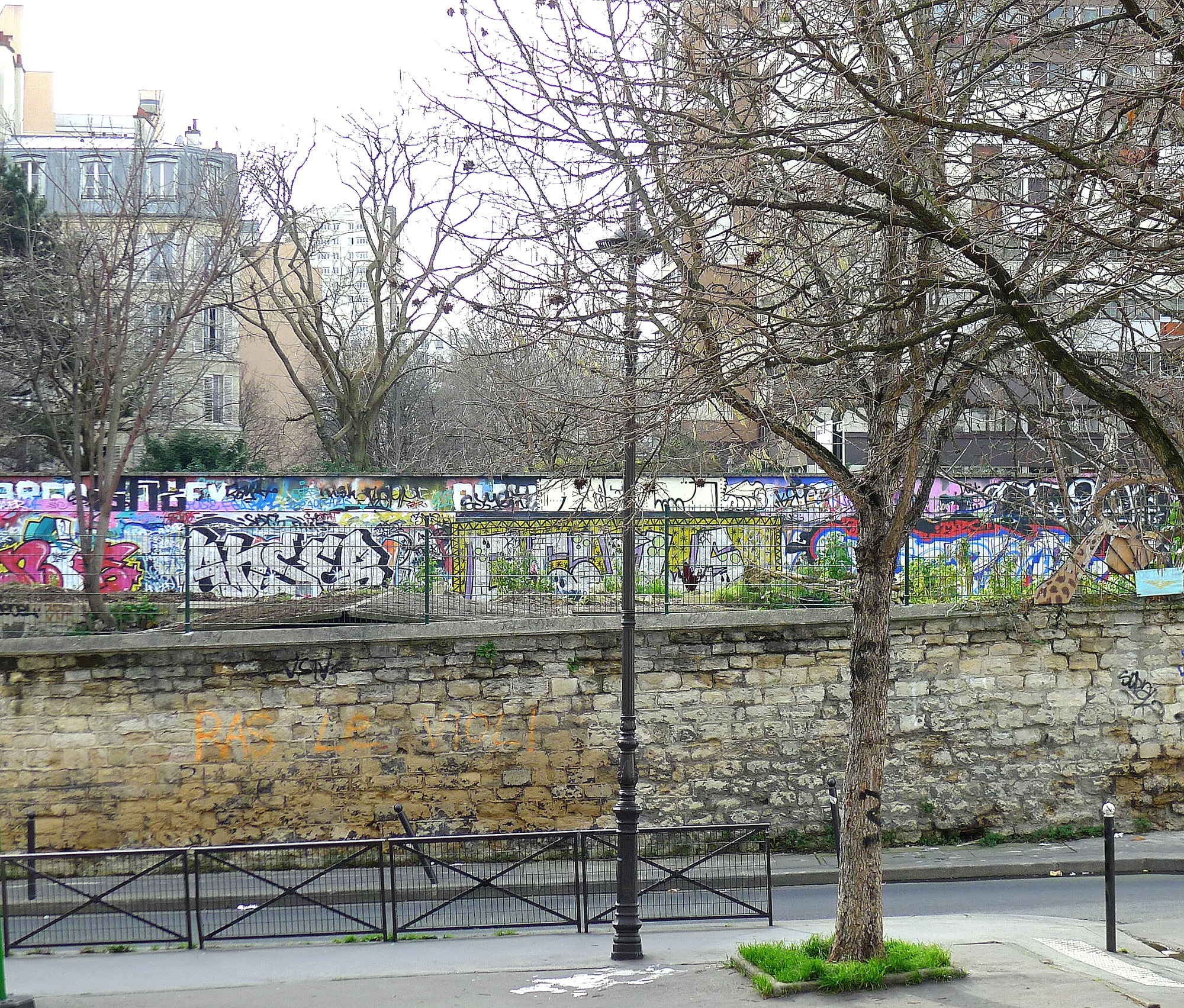
La rue longe l'ancienne ligne de Petite Ceinture décorée de nos jours par de nombreux graffitis.

## Origine du nom

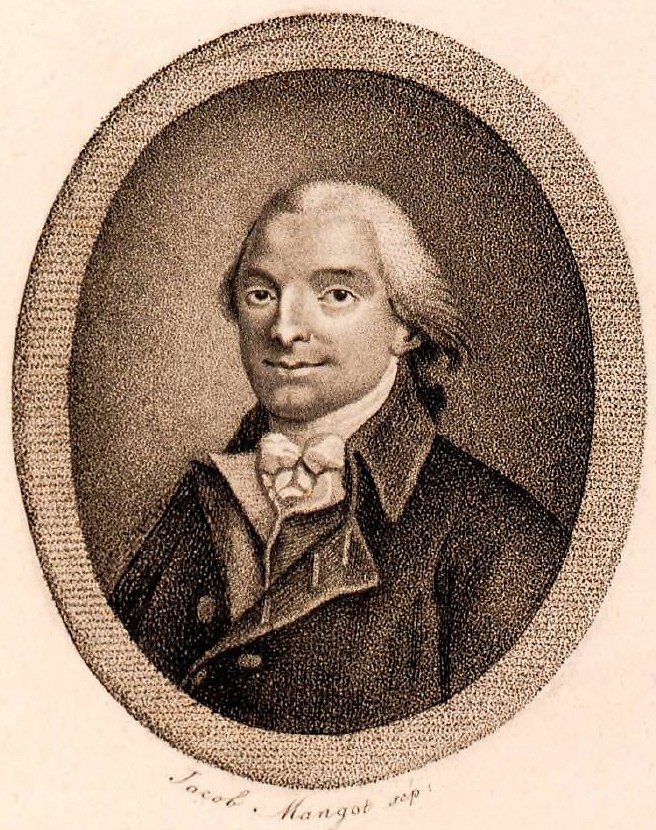
Jean-Pierre Claris de Florian.

Elle porte le nom du littérateur français Jean-Pierre Claris de Florian (1755-1794).

## Historique
Cette voie de l'ancienne commune de Charonne dénommée « rue du Château » en 1844, car elle débouchait dans la rue de Bagnolet en face de l'ancien château de Charonne, est classée dans la voirie parisienne par décret du 23 mai 1863 avant de prendre sa dénomination actuelle par un arrêté du 27 février 1867.
Une partie de la voie délimitait la ZAC Ancien Village de Charonne.